# Element wykonawczy
Element wykonawczy, urządzenie wykonawcze, organ wykonawczy, człon wykonawczy, moduł wykonawczy, aktuator – urządzenie występujące w układach regulacji, które na podstawie sygnału sterującego wypracowuje sygnał wejściowy do obiektu regulacji. W języku branżowym, zwłaszcza w automatyce budynkowej, urządzenia wykonawcze zwane są popularnie (ale niepoprawnie) „aktorami” lub (zgodnie ze standardem KNX) „wyrobnikami”.
Elementami wykonawczymi są, między innymi, siłowniki pneumatyczne, hydrauliczne, silniki, dźwignie hydrauliczne, wzmacniacze elektrohydrauliczne, elektryczne źródło ciepła (grzejnik). Do aktuatorów można zaliczyć także palce, dłonie, ręce i nogi człowieka.